# Jáchym Fleig

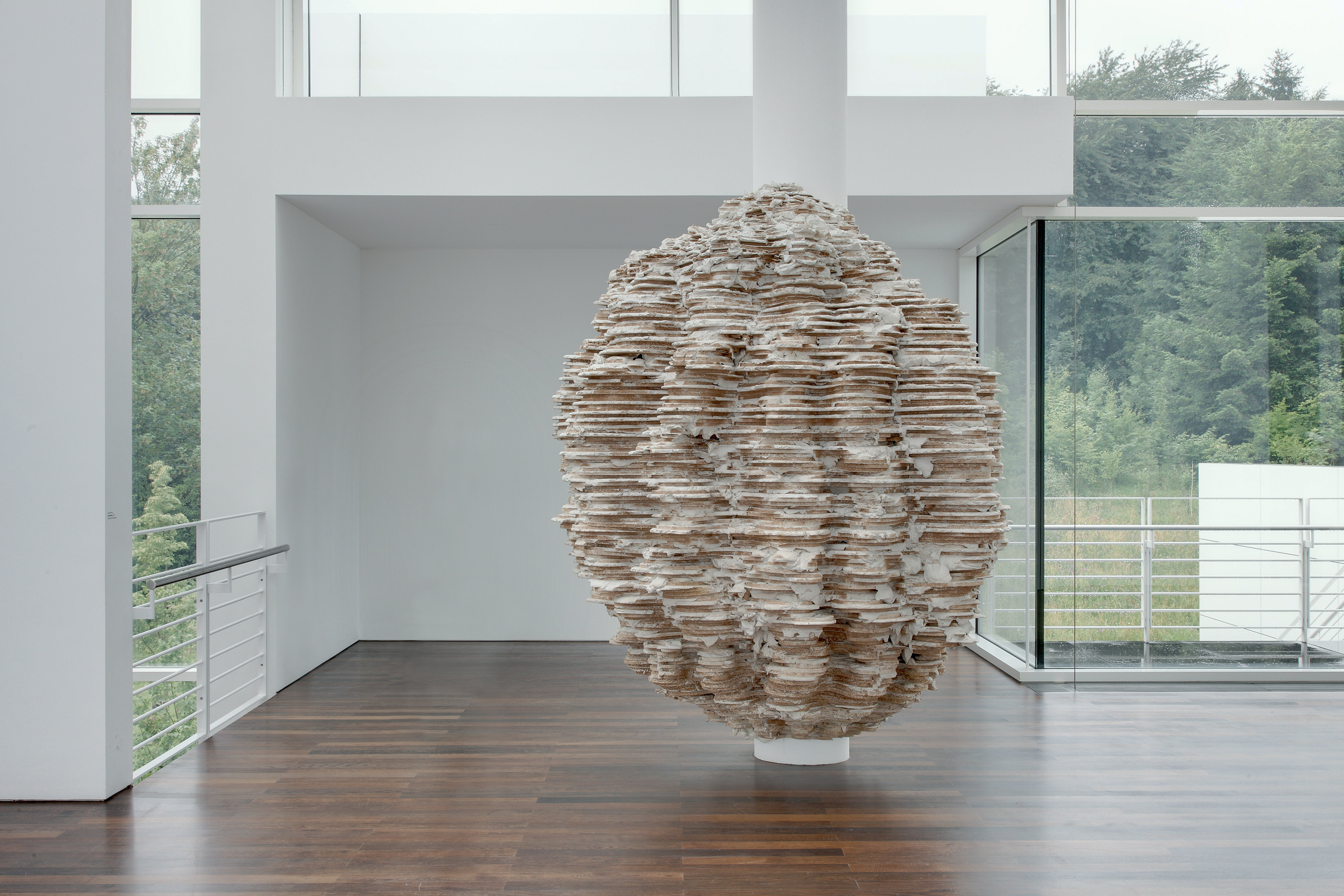
Population 2011 BIOMORPH Arp Museum Bahnhof Rolandseck

Joachim „Jáchym“ Fleig (* 1970 in Villingen-Schwenningen) ist ein deutscher Bildhauer und Bildender Künstler.  

## Leben
Jáchym Fleig studierte nach einer Ausbildung zum Steinbildhauer bei Micha Ullman und Eberhard Bosslet an den Kunstakademien Stuttgart und Dresden bildende Kunst. Zudem studierte er zwei Jahre an der Slade School of Fine Art sowie am Royal College of Art in London im Studiengang Fine Art. 2003 beendete er sein Studium als Meisterschüler von Eberhard  Bosslet. Von 2009 bis 2011 absolvierte er das zweite Staatsexamen für das Lehramt an Gymnasien im Fach Bildende Kunst. Jáchym Fleig ist Mitglied in folgenden Vereinen: Deutscher Künstlerbund e. V., Künstlerbund Baden-Württemberg sowie Verein der Düsseldorfer Künstler.

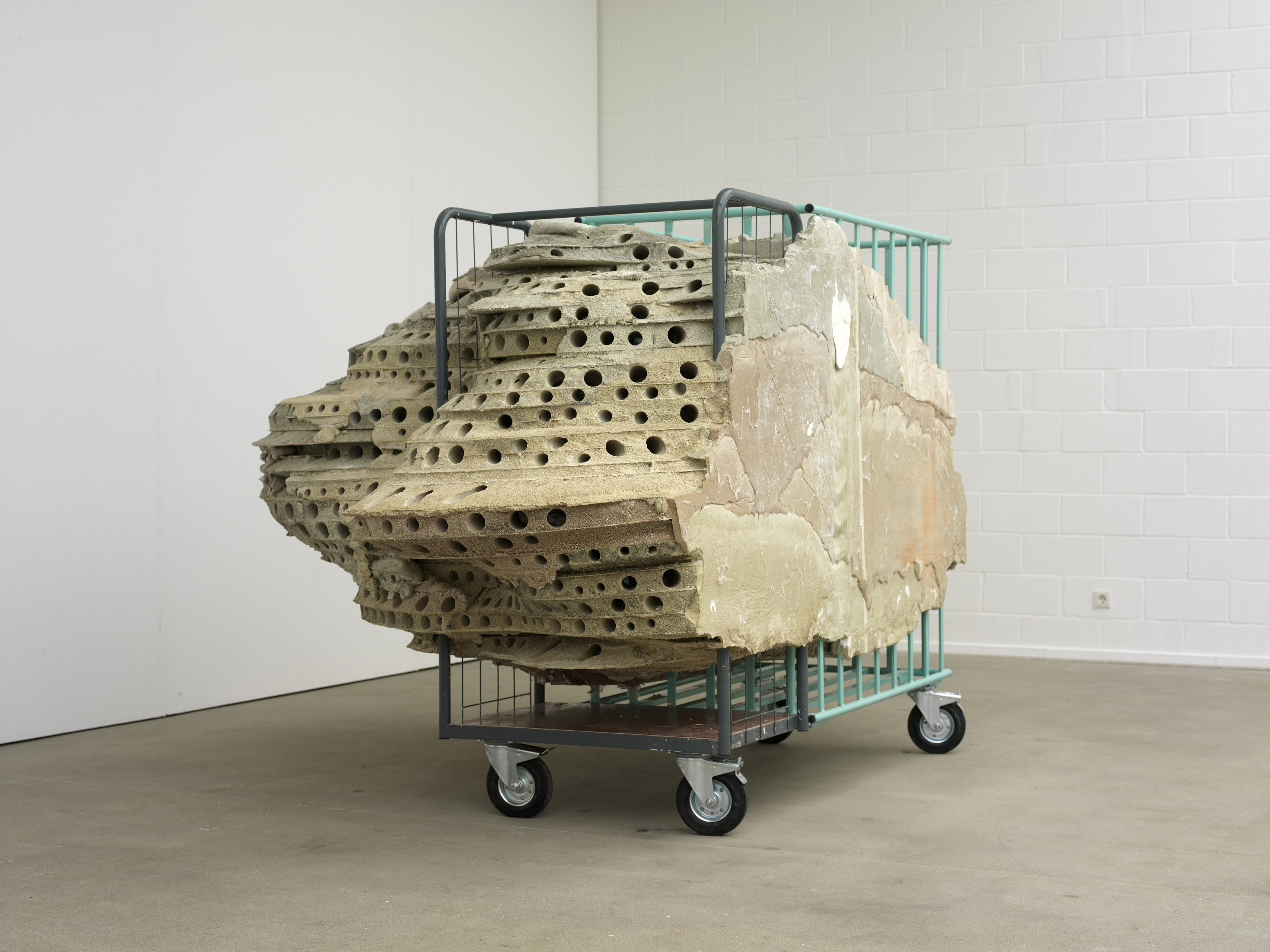

## Werk
Seine An - und Aufhäufungen von Materialien und Objekten zu plastischen Gebilden bestehen aus alltäglichen Baustoffen. Erkennbar werden MDF - Platten, Kartonagen, Gips und Polyurethan - Schaum mit Architekturen oder mit dienenden Gegenständen kombiniert.

### Einzelausstellungen
- 2024 Sequenz Delikatessenhaus, Leipzig
- 2024 REARRANGEMENT Rizzuto Gallery, Palermo Italien
- 2023 Parcours Kunstverein Linz am Rhein / BIOTOP Galerie Obrist
- 2022 durch Galerie Obrist, Essen (mit Armin Hartenstein)
- 2021 Applikation Forum Kunst Rottweil
- 2020 Neue Arbeiten G.B.Kunst, Palais Waldersdorff, Trier
- 2019 Obstruction Kunstraum 34, Stuttgart
- 2018 Besatz Kunstmuseum Singen
- 2018 Liaison saarländisches Künstlerhaus, Saarbrücken
- 2017 Ephemmere Dortmunder U, Dortmund
- 2017 Shift Fabrik Heeder, Krefeld
- 2017 STRUKTURreFORM Galerie Heike Strelow, Frankfurt a. M.
- 2016 Shift, Kunstverein Aurich
- 2016 Rise, Rizzutogallery, Palermo, Italien
- 2016 Tapes, Kunst- und Projektraum, Kiosk am Reileck, Halle/Saale
- 2015 Menu. Skulptur, Installation, Forum für Kunst und Kultur, Herzogenrath /  Akkumulation Museum Art.Plus (Museum Biedermann), Donaueschingen
- 2014 Ausblühen, Kunstverein Duisburg
- 2013 kollateral, Kunstverein coop. Kunsthaus, Viernheim / Twist, Galerie Heike Strelow, Frankfurt a. M. (mit Astrid Korntheuer)
- 2012 cover pod sukni / under the skirt, DADS – Gallery, Liberec, Tschechien
- 2011 Limbus, Kunstverein Trier Junge Kunst, zusammen mit Ulrike Mundt
- 2010 Deckenrelief, Neuer Kunstverein Gießen
- 2007 Blind Date, Galerie Mandy, Leipzig
- 2007 Huésped, MACG Museo de Arte Carrillo Gil, Mexiko-Stadt
- 2002 occupation, Kunstverein Trossingen

### Gruppenausstellungen (Auswahl)
- 2024 DIE GROSSE Museum Kunstpalast, Düsseldorf
- 2024 Donaueschinger Regionale, Donaueschingen
- 2023  Reagenz, Sittart Galerie, Düsseldorf
- 2023  ReNEW, europäische Kunstakademie Trier
- 2022  Flux4art, Kunsthalle Mainz
- 2022  Reflektor, Neue Sächsische Galerie, Chemnitz
- 2021  Die Beschaffenheit der Wünsche, Stadtmuseum Hüfingen
- 2020 Flux4Art, Sayner Hütte, Bendorf
- 2019 Kahnweiler Preis, Rockenhausen
- 2019 den Bogen spannen, 100 Jahre Darmstädter Sezession
- 2019 Vollgas - FULL SPEED, Museum ART.PLUS, Donaueschingen
- 2017 quantum leap Rizzutogallery, Palermo, Italien
- 2016 DEW21, Kunstpreis 2016, Dortmund
- 2016 Raum+Objekt, "Zeitraum", Kunstmuseum Gelsenkirchen
- 2016 Nord Art 2016, Büdelsdorf
- 2015 "Kunstpreis Robert Schumann", Trier
- 2015 CARGO I, DADS – Gallery, Liberec, CZ
- 2014 Skulpturperspektiven, Cuxhavener Kunstverein
- 2013 TRIAL&ERROR, Shedhalle Tübingen – Forum für zeitgenössische Künste
- 2012 Ostrale`12, Dresden
- 2011 fish with broken dreams, Galerie Heike Strelow, Frankfurt
- 2011 Biomorph!, Arp Museum Bahnhof Rolandseck, Remagen
- 2010 Blickwechsel, Kultursekretariat NRW Gütersloh / Plettenberg / 5 x 3 Kunstraum Düsseldorf / km 500/3, Kunsthalle Mainz
- 2009 Wenn Förderung ist, ist eigentlich Vollgas, Wilhelm Lehmbruck Museum, Duisburg
- 2008 Lehmbruck Stipendiaten stellen vor, Wilhelm Lehmbruck Museum, Duisburg
- 2003 Our Mutual Friend, Bloomberg Space, London
- 2002 new contemporaries, STATIC gallery, Liverpool / Barbican Centre, London
- 2001 Kunstpreis junger Westen, Kunsthalle Recklinghausen

### Preise und Auszeichnungen
- 2024 1. Platz, Wettbewerb Flugfeldklinikum Böblingen, Realisierung
- 2022 1. Platz, Wettbewerb Erweiterungsbau Grundschule Weißenthurm, Realisierung
- 2021 Wilke - Atelier, Stipendium, Bremerhaven
- 2019 Sculpture Space, New York, artist in residence
- 2016 DEW21 Kunstpreis 2016, Dortmund
- 2015 Stipendium Kavalierhaus Langenargen
- 2014 Ausstellungsförderung, Kunststiftung NRW / Arbeitsstipendium Röderhof des Landes Sachsen-Anhalt
- 2013 Katalogförderung Stiftung Kunstfonds, Bonn
- 2013 Kunstpreis Skulptur LebensArt – Stiftung, Köln
- 2009 Stipendium Künstlerhaus Schloß Balmoral, Bad Ems
- 2007 Wilhelm Lehmbruck Stipendium der Stadt Duisburg (bis 2009)
- 2006 Stipendium der Kulturstiftung des Freistaates Sachsen
- 2004 Kunstpreis der Darmstädter Sezession, Bereich Skulptur
- 2002 Centro Tedesco di Studi Veneziani, Residenzstipendium
- 2000 Hegenbarth – Stipendium, Dresden
- 1997 Cusanuswerk, bischöfliche Studienförderung (bis 2002)

## Bildergalerie

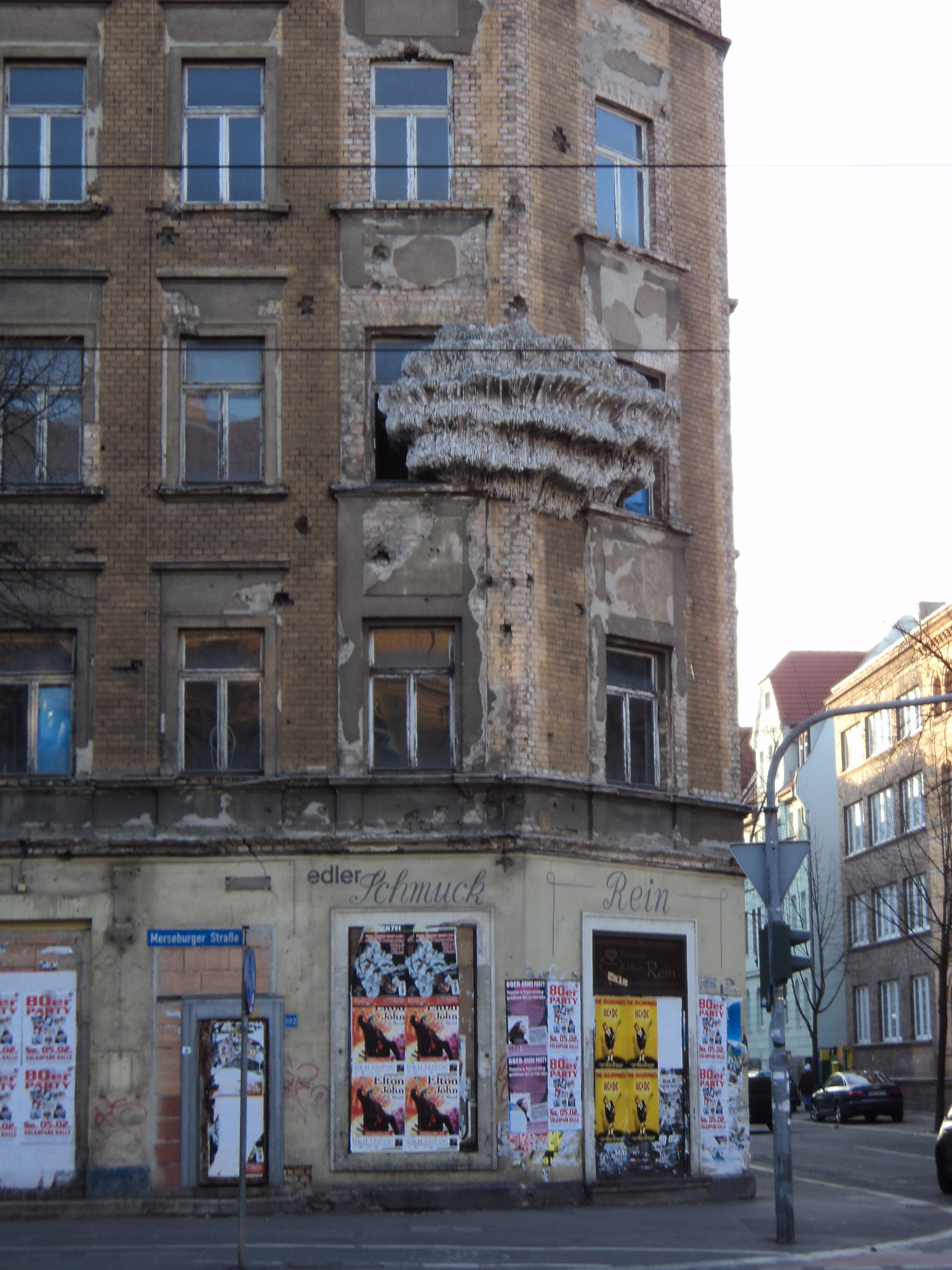
Installation in Halle (Saale), 2003
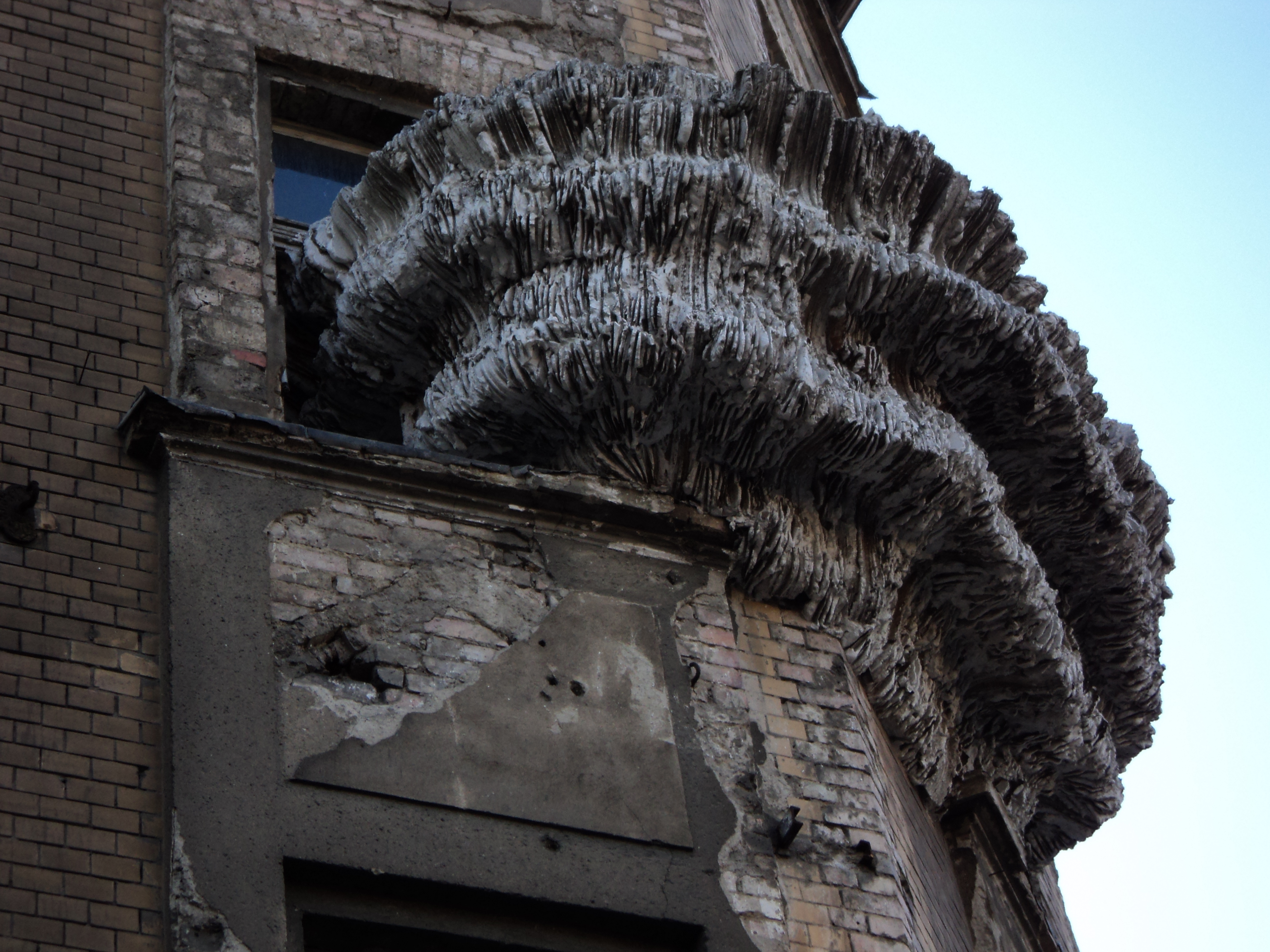
Nahaufnahme